# Setge de Balaguer (1280)
El setge de Balaguer fou un setge que es produí a Balaguer el 1280 durant les revoltes dels nobles contra Pere el Gran. Aquesta batalla fou guanyada pel bàndol reial.
Les despeses bèl·liques de Jaume el Conqueridor havien malmès la hisenda de la corona, i Pere el Gran va pretendre imposar a Catalunya el cobrament del bovatge. Això va causar un gran descontentament entre la noblesa catalana (les dinasties d'Urgell, de Foix, de Pallars, de Cardona, d'Erill), encapçalada pel comte Roger Bernat III de Foix, al qual es va unir el comte d'Urgell, el de Pallars, el vescomte de Cardona i d'altres. Pere III va reunir els nobles fidels de València i Catalunya, i la revolta d'aquests nobles fou derrotada a Balaguer el 1280, finalitzant així l'oposició feudal a Catalunya.